# Мара (регион)
Вижте пояснителната страница за други значения на Мара.
Мара е един от 26-те региона на Танзания. Името му идва от реката Мара. Разположен е в северната част на страната и граничи с Кения. Част от регион Мара е зает от езерото Виктория. Площта на региона е 19 566 км². Населението му е 1 743 830 жители (по преброяване от август 2012 г.). Столица на региона е град Мусома.
Голяма част от национален парк Серенгети – един от най-известните резервати за животни по света е на територията на регион Мара. Този парк покрива огромна площ от тревни пространства и гори и е убежище за хиляди диви животни. Серенгети е в списъка на световното наследство на ЮНЕСКО. Всяка година е посещаван от близо 150 000 души. На територията на парка живеят около 1 млн. гнута, 200 000 зебри и 300 000 газели.

## Окръзи
Регион Мара е разделен на 6 окръга: Мусома - градски, Мусома - селски, Тариме, Роря, Бунда и Серенгети.